# Philippe Courbois
Philippe Courbois, (fl. 1705 - 1730), est un musicien et compositeur français.

## Biographie
On ne connaît rien de sa jeunesse ni de sa formation. Il aurait été le maître de musique de la duchesse du Maine, un fait réfuté par Michele Cabrini, en 2012, dans son édition des cantates de Courbois. C'est néanmoins à la duchesse qu'il dédie, en 1710, sa première œuvre publiée, un recueil de sept Cantates françaises pour à une et deux voix, sans simphonie et avec simphonie. Les textes de ces cantates sont signés par Louis Fuzelier, futur librettiste des Indes galantes (1735) de Jean-Philippe Rameau.
En 1726, au Concert Spirituel, il fait exécuter deux motets composés sur les textes du psaume 46 et du psaume 2 : Omnes gentes et Quare fremuerunt gentes. Il est « admis en 1729 à faire chanter trois fois un de ses motets à la messe du roi » à Versailles.
En 1730, il publie un recueil de dix-huit Airs sérieux et à boire à une ou deux voix et basse continue. On perd sa trace après cette date.

## Œuvre

### Musique sacrée
- 2 motets (v. 1726) : 
  - Omnes gentes
  - Quare fremuerunt gentes

- Messe "du roi et de la reine" (perdue)

### Musique vocale
- Cantates françaises pour à une et deux voix, sans simphonie et avec simphonie (1710) :
  - Apollon et Daphné, pour soprano et basse continue
  - Zéphire et Flore, pour soprano et basse continue
  - L'Amant timide, pour haute contre et basse continue
  - Orphée, pour basse, violon et basse continue
  - Ariane, pour soprano, violon et basse continue
  - Jason et Médée, pour soprano, basse et basse continue
  - Dom Quichotte, pour ténor, violon, vielle et basse continue

- Airs sérieux et à boire à une ou deux voix et basse continue (1730) :
  - J'ay fait gloire toujours d'avoir ma liberté, air à boire
  - Tu pars, tristes adieux, air tendre
  - Papillon amoureux, air tendre
  - Quel tonnerre éclatant et quels vents furieux, air à boire
  - Le Colin Maillart : cher Philis l'autre jour par le hasard, air
  - C'est à toi Dieu de la treille, duo à boire
  - De votre voix la douceur est extrême, air tendre
  - Bacchus je te rends les armes, air à boire
  - J'aime Philis mon ardeur peut lui plaire, air à boire
  - Jupiter peut gronder par son bruyant tonnerre, air à boire
  - Puisque le dépit et l'absence ne peuvent rien sur mon cœur, air à boire
  - Tendres allarmes que vous avez de charmes, air tendre en duo
  - Amour, tes plus grands charmes sont mêlés de soupirs, air tendre
  - C'est en vain que Bacchus, petit air à boire
  - J'aime les plaisirs de la treille, air à boire en duo
  - Jeunes bergères, avec soin évitez un berger trop sage, air tendre
  - Neptune, écoute nos prières, air à boire en duo
  - Prends garde à s'tu fera Nicolas quand tu te mariras, canon à 3 voix

## Enregistrements
- L'Amant timide, dans Dans un bois solitaire. Cantates françaises, Gérard Lesne, Il Seminario Musicale, Virgin Classics, 1999
- Airs Sérieux et à Boire, cantate Dom Quichotte, Louis Georgel, Bérangère Maillard, Anne-Sophie Duprels, Julia Griffin, Bruno Gervais, Caroline Delume, Marc Pujol, Ensemble Almazis, Iakovos Pappas, Arion, 2000
- Ariane, dans Les Déesses outragées, Agnès Mellon, Ensemble Barcarole, Alpha, 2005
- Dom Quichotte, dans Cantates comiques, Dominique Visse, Café Zimmermann, Alpha, 2009
- Orphée, dans Amour viens animer ma voix, Hugo Olivera, Ludovice Ensemble, Ramée, 2011
- Ne vous réveillez pas encore, air extrait de la cantate Ariane, Eva Zaïcik, Le Consort, Justin Taylor, Alpha, 2019

## Source
- Marc Honegger (dir.), Dictionnaire de la musique, t. 1, Paris, Bordas, 1986, p.279.